# Barbarossa (fumetto)
Barbarossa (Barbe Rouge) è un fumetto belga, pubblicato originariamente in Francia dal 29 settembre 1959 nel settimanale francese Pilote, creato dallo scrittore Jean-Michel Charlier e dal disegnatore Victor Hubinon. Dal fumetto è stata tratta una serie televisiva a cartoni animati prodotta nel 1997 da Carrere Group, Rai Cinema Fiction, tf1, Medver, Victory e Canal+, composta da 26 episodi.
In Italia la serie animata è andata in onda su Rai 1 dal 1998 e riproposta successivamente da Rai 3, RaiSat Smash e Rai Gulp con la sigla italiana, cantata da Francesco Vairano e Fabrizio Vidale.

## Trama
La storia parla di Jean Anatole Barouge, soprannominato Barbarossa (Barbe Rouge), un pirata francese dedito ai saccheggi ma che non attacca mai gli innocenti aiutandoli nel bisogno. Oltre a ciò Barbarossa e la sua ciurma si ritrovano in diverse avventure come la caccia ai tesori e gli incontri con altre ciurme pirata tra cui quella di Barbanera.

## Protagonisti
Barbarossa
Doppiato da: Mario Bombardieri (ed. italiana)
Eric
Doppiato da: Christian Iansante (ed. italiana)
Constance
Doppiato da: Monica Ward (ed. italiana)
Baba
Doppiato da: Maurizio Reti (ed. italiana)
Trezampe
Doppiato da: Goffredo Matassi (ed. italiana)
Incudine
Doppiato da: Vittorio Amandola (ed. italiana)
Martello
Doppiato da: Vittorio Stagni (ed. italiana)

## Lista episodi
1. Il figlio di Barbarossa
2. Una ragazza troppo indipendente
3. La flotta alleata
4. Il tesoro di Barbarossa
5. Il vascello fantasma
6. La mappa del tesoro
7. Il bambino del Nuovo Mondo
8. Missione segreta
9. Il ballo del Conte d'Orville
10. Il pirata senza volto
11. Promesse e tradimenti
12. La signora dello Yucatan
13. Il Codice Cortesiano
14. Magie indiane
15. Un paradiso terrestre
16. La sfida di Eric
17. Il fiume dell'oro
18. Diamanti o bestiame
19. Terra Australis incognita
20. La tiara del re
21. Il grande coccodrillo bianco
22. L'albero del pane
23. La collana magica
24. La fidanzata dei Mari del Sud
25. Le farfalle nere
26. Le notti di Siam

## Parodia in Asterix
Dall'albo numero quattro della serie a fumetti Asterix, Asterix gladiatore (Astérix gladiateur), fanno la loro comparsa una banda di feroci pirati, che finiscono sempre per colare a picco dopo l'intervento degli irriducibili galli; il pirata rosso, il nubiano di vedetta balbuziente, e tutti gli altri personaggi sono delle caricature dei fumetti di Barbarossa.